# Zborul 202 al Airblue
Pe data de 28 iulie 2010, un avion Airbus A321 cu 152 de persoane la bord, aparținând companiei pakistaneze Airblue s-a prăbușit lângă Aeropotul Internațional Benazir Bhutto din Islamabad, în Pakistan. Aeronava efectua curse regulate între Karachi și Islamabad. Toate persoanele aflate la bord și-au pierdut viața.